# 紅橋花花介
紅橋花花介（学名：Callistocythere akabashia）为細花介科花花介屬下的一个种。